# Финляндский 6-й стрелковый полк
Финляндский 6-й стрелковый полк
Старшинство — 31 июля 1877 года.
Полковой праздник — 22 октября.
Место постоянной дислокации — г. Фридрихсгам.
Полк — активный участник Первой мировой войны, в частности, боевых действий в Карпатах.

## Командиры
- 31.12.1901 — 21.10.1908 — полковник Пушкарёв, Николай Семёнович
- 24.11.1908 — 04.11.1914 — полковник Кареев, Пётр Николаевич
- 04.11.1914 — 15.07.1915 — полковник Кельчевский, Анатолий Киприанович
- 23.07.1915 — 15.01.1917 — полковник (с 22.09.1916 генерал-майор) Свечин, Александр Андреевич
- 01-02.1917 — 16.04.1918 — полковник Шпилько, Григорий Андреевич